# Forum Helveticum
Le Forum Helveticum (FH) est une association de droit suisse à but non lucratif créée en 1968, ayant pour but de favoriser l'information et le dialogue sur les grands problèmes nationaux. Il réunit des organisations politiques, culturelles, confessionnelles, économiques et d'utilité publique.
Son siège est à Lenzbourg, dans le canton d'Argovie.

## Histoire et description
Le Forum Helveticum, abrégé FH, est créé en 1968, à l'initiative du conseiller national libéral-démocrate Peter Dürrenmatt (de). Il adopte ce nom, dans les quatre langues nationales, lors de son assemblée constitutive du 30 janvier 1968 à Berne, qui faisaient suite à deux congrès et aux travaux d'une commission préparatoire visant à créer une « Conférence nationale pour la défense spirituelle du pays »,.
Réunissant des organisations politiques, culturelles, confessionnelles, économiques et d'utilité publique, il fonctionne initialement comme un cercle de rencontre ayant pour but de favoriser l'information et le dialogue sur les grands problèmes nationaux,. 
Il se présente dans ses statuts de 2012 comme « un lieu de rencontre et de dialogue, s’attachant aux questions de la vie publique » et comme un « centre de compétences pour la compréhension linguistique et culturelle » « s’engage[ant] en particulier en faveur de la compréhension entre les communautés linguistiques en Suisse et de la cohésion nationale, tout en tenant compte de la position de la Suisse dans la communauté des peuples ».

### Président
- Depuis juin 2016 : Corina Casanova[9]
- Juin 2007 - 2016 : Roy Oppenheim (de)[9],[10]
- 2001 - mai 2007 : Arnold Koller[10],[11]
- 1993 - 2001 : Walter Buser[12],[13]
- 1987- 1993 : Roland Ruffieux[4],[12]
- 1976 - 1987 : Hans Peter Tschudi[14]
- 1968 - 1976 : Peter Dürrenmatt (de)[14]

## Membres
Il compte 32 organisations membres en 2024, dont la Conférence des évêques suisses, la Ligue romanche, la Nouvelle Société helvétique, l'Organisation des Suisses de l'étranger et la Société des étudiants suisses.
Il comptait plus de 60 membres en 1987.

## Grands sujets traités
- 1972 : objection de conscience et service civil[16],[17]
- 1989 : relations entre la Suisse et l'Europe[18]
- 1990 : langues en Suisse[19]
- 1993 : avenir du service public[20]
- 2006 : vague dialectale en Suisse alémanique[21],[22]